# Костёл Святейшего Сердца Иисуса (Рыбинск)
Костёл Святейшего Сердца Иисуса в Рыбинске — неоготический бывший польский католический костёл в городе Рыбинск Ярославской области, построенный в 1910 году. Расположен по адресу: ул. Пушкина, 57.
В настоящее время здание костёла принадлежит студенческому клубу, богослужение не проводится.

## Посвящение
Костёл освящён в честь Сердца Иисуса. Этот католический культ имел большое влияние в Польше: именно в Королевстве Польша в 1765 году папой Климентом XIII был впервые установлен праздник Сердца Христова, тогда как на всю остальную католическую церковь церемония была распространена только в 1856 году папой Пием IX. Освящение польского костёла на территории России в честь Сердца Иисуса не было единичным случаем: такое же название носит собор в Самаре, также построенный в стиле неоготики в начале XX века.

## История
После польских восстаний 1830-х и 1863 годов в Рыбинске образовалась довольно крупная католическая община, состоявшая в первую очередь из ссыльных поляков. Количество проживавших в городе к началу XX века поляков-католиков по разным сведениям колеблется от четырёхсот до тысячи человек.

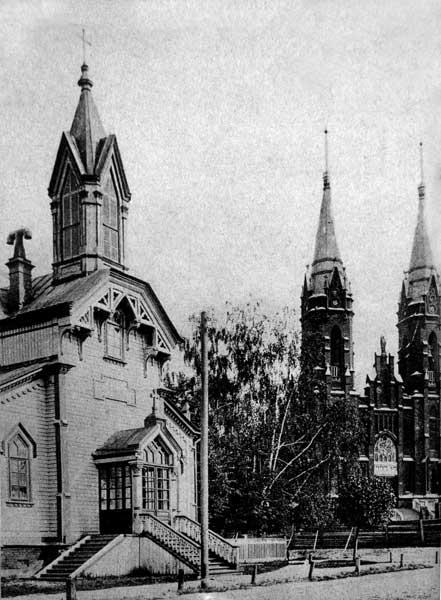
Костёл Сердца Иисуса и лютеранская Кирха на ул. Пушкина.

Изданный 17 апреля 1905 года императором Николаем II именной высочайший указ «Об укреплении начал веротерпимости» снимал часть значительных ограничений с неправославных подданных. Согласно указу, для строительства нового храма требовалось «согласие духовного начальства подлежащего инославного исповедания». Так как Рыбинск относился к Тираспольской епархии Могилевской митрополии Римско-Католической церкви, могилевский архиепископ Ежи Шембек, имевший на это полномочия, дал разрешение на строительство католического костёла на территории Рыбинска. Этот храм должен был стать единственным католическим храмом в Верхнем Поволжье. На свои средства горожане выкупили землю на улице Пушкинской, рядом с лютеранским собором, в настоящее время уничтоженным. На этой же улице, неподалеку от будущего католического собора, также стояли синагога и старообрядческие молельный дом и церковь.
К 1910 году жители смогли собрать деньги на строительство храма. Средства поступили в первую очередь с исторической родины большинства будущих прихожан храма: из Варшавы и других польских городов. Значительную роль в процессе сбора средств сыграл священник Иосиф Бородич-Выгнанец, чей портрет изображали на напечатанных в 1908 году открытках с просьбами о пожертвованиях.
Строительство храма было завершено в весьма сжатые сроки: 25 апреля 1910 года произошла церемония торжественной закладки краеугольного камня, а уже 22 октября того же года строительство было завершено. Автором проекта был местный инженер Бартошевич, надзором за строительством занимался инженер-архитектор Кузьмин из Ярославля, а непосредственное руководство осуществлял техник Белявский. Для строительства храма, помимо местного населения, были также приглашены мастера из Минской губернии. В создании убранства храма участвовала в первую очередь варшавская фирма Шпетовского. 24 октября 1910 года достроенный костёл был освящен в честь Святейшего Сердца Иисуса. В знак этого в центре фасада была установлена статуя Иисуса Христа, до настоящих дней не сохранившаяся.

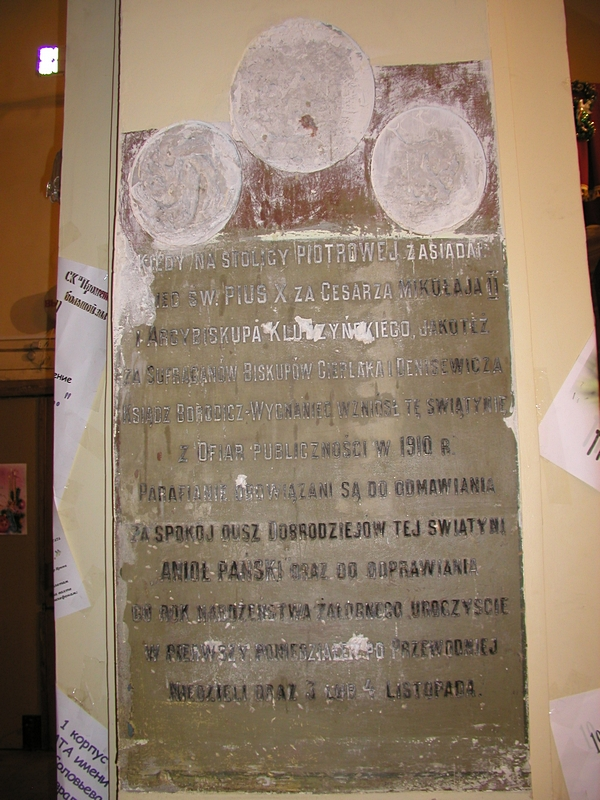
Мемориальная доска в храме.

Иосиф Бородич-Выгнанец, сыгравший одну из основных ролей для строительства храма, накануне освящения был выдворен из города. Однако его значимый вклад в создание собора был отмечен на мемориальной доске, установленной в храме. Доска написана на польском языке, на ней сообщается, что храм был воздвигнут при папе Пие X, в правление архиепископа Викентия Ключинского и по инициативе Бородича-Выгнанца.
О дальнейшем существовании храма до 1917 года известно немного. Так, например, известны имена некоторых пастырей этого прихода: Игнатий Жолнерович, Михаил Рутковский, Иосиф Юзвик. Все они не являлись местными, а были присланы в Рыбинск специально для службы в костёле.
После октябрьской революции 1917 года костёл стал резко приходить в упадок, число прихожан стало стремительно падать. 22 декабря 1918 года была произведена опись имущества из драгоценных металлов, принадлежащих костёлу, но конфисковано в тот момент оно не было.
С 1924 года коммунальный отдел Рыбинского исполкома постановил взимать плату за приходские помещения, на содержание которых у прихожан не было средств. Это привело к конфискации имущества и практически полному исчезновению прихожан. Как следствие, в декабре 1930 года было проведено собрание, и 15 февраля 1931 года костёл Сердца Иисуса был добровольно закрыт как церковь, в первую очередь в связи с неспособностью прихожан содержать его.
В дальнейшем у храма было разнообразное предназначение: он использовался как помещение для профсоюза железнодорожников, как столовая, как общежитие, как магазин и так далее. В результате здание обветшало, к 1979 году ему был необходим ремонт, который и был осуществлен.
После этого костёл перешел к студенческому клубу «Прометей» Рыбинского государственного авиационного технического университета, построенного на месте лютеранского собора. В настоящее время здание всё ещё принадлежит клубу «Прометей».

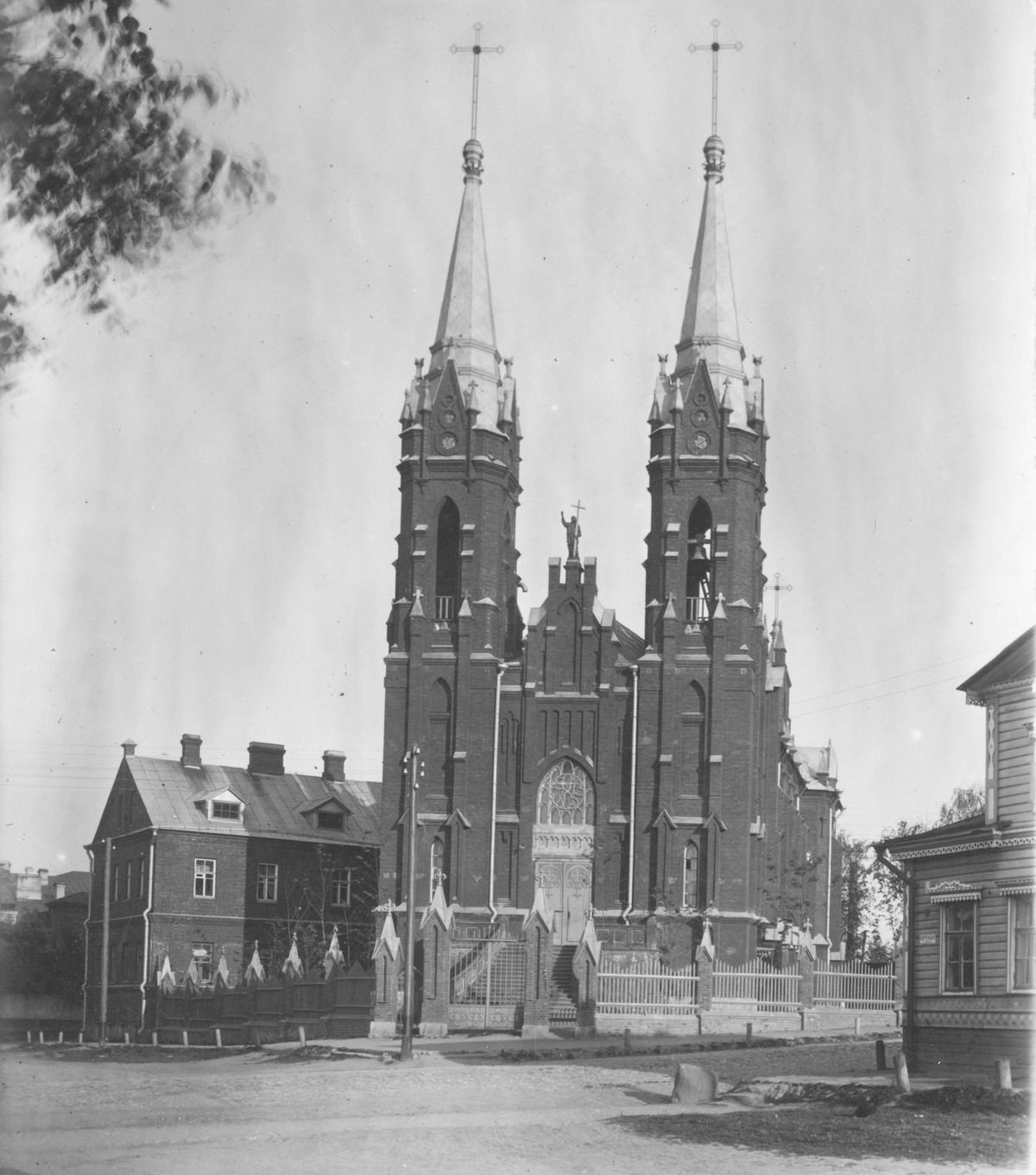
Внешний вид храма после строительства. Над главным входом видна статуя Иисуса, в настоящий момент утраченная.

## Архитектура
Костёл построен в стиле неоготики, в основном согласно польским архитектурным традициям. На территории непосредственно Польши неоготика была популярна несколько ранее: историзм, в который входит и понятие неоготики, укрепляется там во второй четверти XIX века, и остается популярным вплоть до начала XX века. Из всех исторических стилей в Польше каждое наиболее часто находило свое отражение в постройках конкретного типа: так, банки и вокзалы чаще всего строились в неоренессансе, тогда как соборам более всего была присуща именно неоготика. И в Российской Империи во второй половине XIX века неоготика всё еще была достаточно распространённой, и как раз в это время она получила свое применение именно для строительства католических соборов, в первую очередь польских костёлов, на территории империи. Практически одновременно с рыбинским костёлом были построены польские костёлы в Самаре и Красноярске.

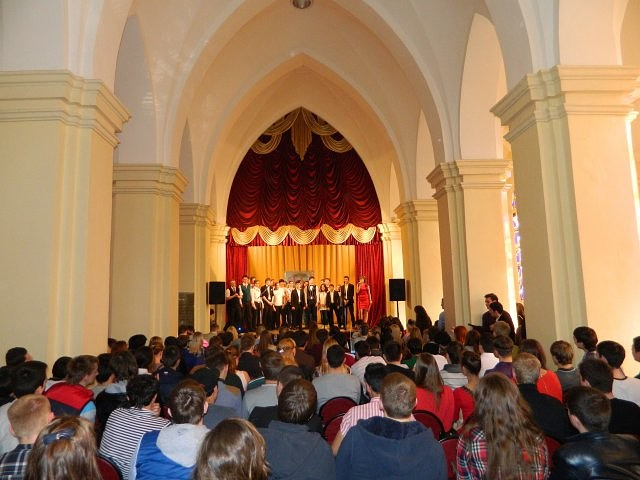
Современный вид интерьера костёла.

Почти все они строились по примерно одной схеме и представляют собой трехнефный зальный храм со сравнительно небольшим поперечным трансептом. Фасад со ступенчатым фронтоном фланкируют две симметричные высокие башни со шпилями. Сразу после строительства каждая башня была увенчана крестом, однако со временем они были утрачены и в настоящее время заменены на флюгеры, что связано в том числе и с назначением здания. По периметру храма размещены небольшие башенки с крестами, преимущественно по бокам нефов. Центр фронтона прежде завершала статуя Воскресшего Христа. Кроме этого, статуй во внешнем убранстве собора не было, он оформлен достаточно сдержанно. Однако статуи, ныне утраченные, имелись внутри самого собора, они располагались на колоннах, что видно по старым фотографиям интерьера. Сдержанность убранства обоснована в том числе и материалом: кирпич не позволяет делать сильно выступающее и сложное внешнее оформление. Главный вход расположен на втором этаже, к нему ведёт высокая лестница. Над ним расположено небольшое окно-роза, типичное для готического храма. С левой стороны от храма расположено здание приходского дома, выстроенное из такого же материала, но в более сдержанных формах. Из него в сакристию ведёт крытый переход над широкой аркой с одним большим и двумя меньшего размерами полуциркульными окнами. 
Наружные стены прорезаны высокими стрельчатыми окнами, обработаны массивными ложными контрфорсами и увенчаны фиалами – декоративными вертикальными завершениями. По периметру здания размещены небольшие башенки-пинакли с белокаменными флеронами (крестоцветами, стилизованными цветками). Арочные окна оформлены стрельчатыми вимпергами (остроконечными щипцами).
Ранее по периметру храма имелась кирпичная ограда, ныне заменённая. Внутри собора нефы перекрыты стрельчатыми арками. 
Декор был по преимуществу деревянным.
В настоящее время в храме остались внутренние перекрытия, которые делят здание на несколько этажей, в окнах появились современные витражи. Внутреннее убранство утрачено, стены выкрашены однотонной краской, так как здание используется в первую очередь как актовый зал для нужд студенческого клуба.

## Галерея

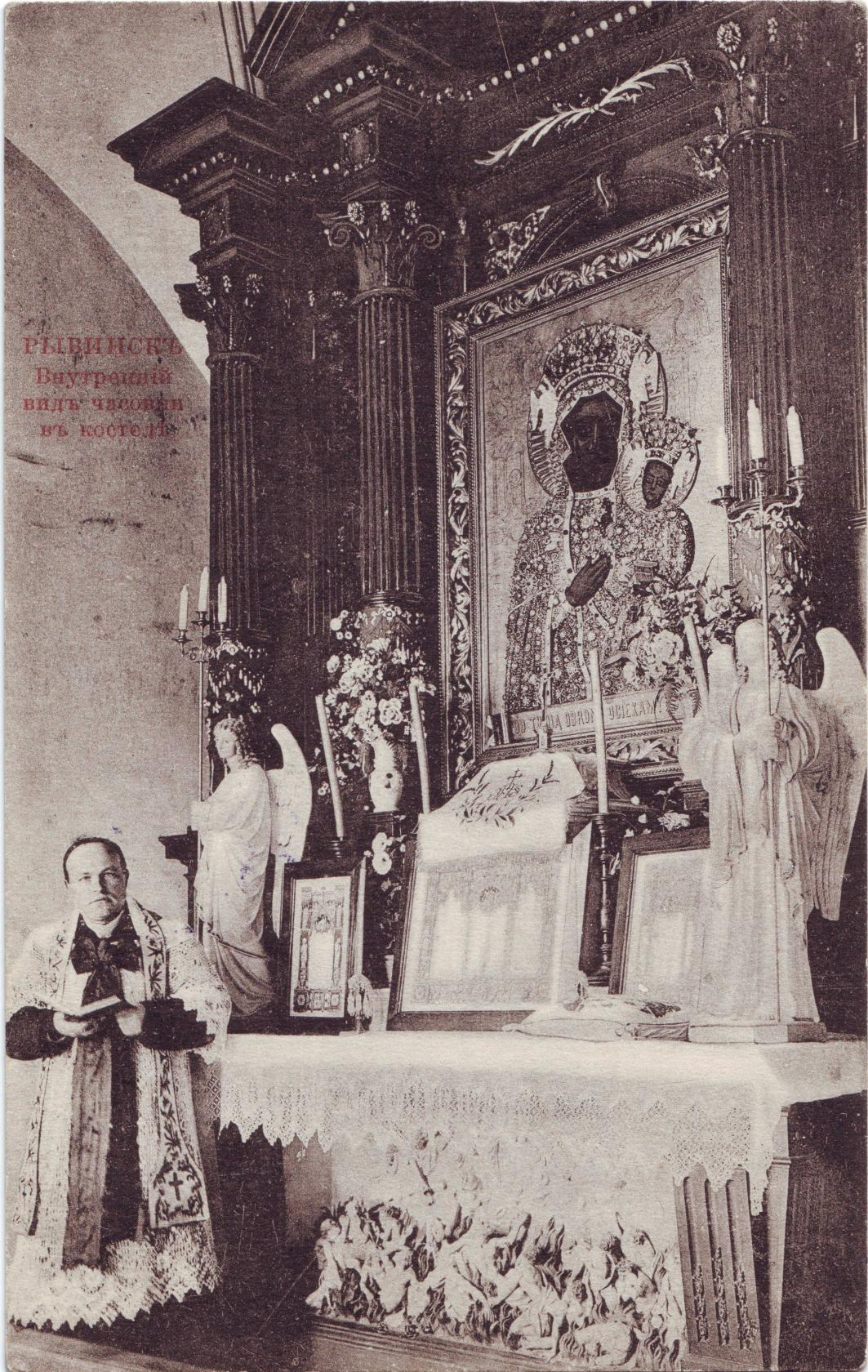
Интерьер храма в начале века. Открытка.
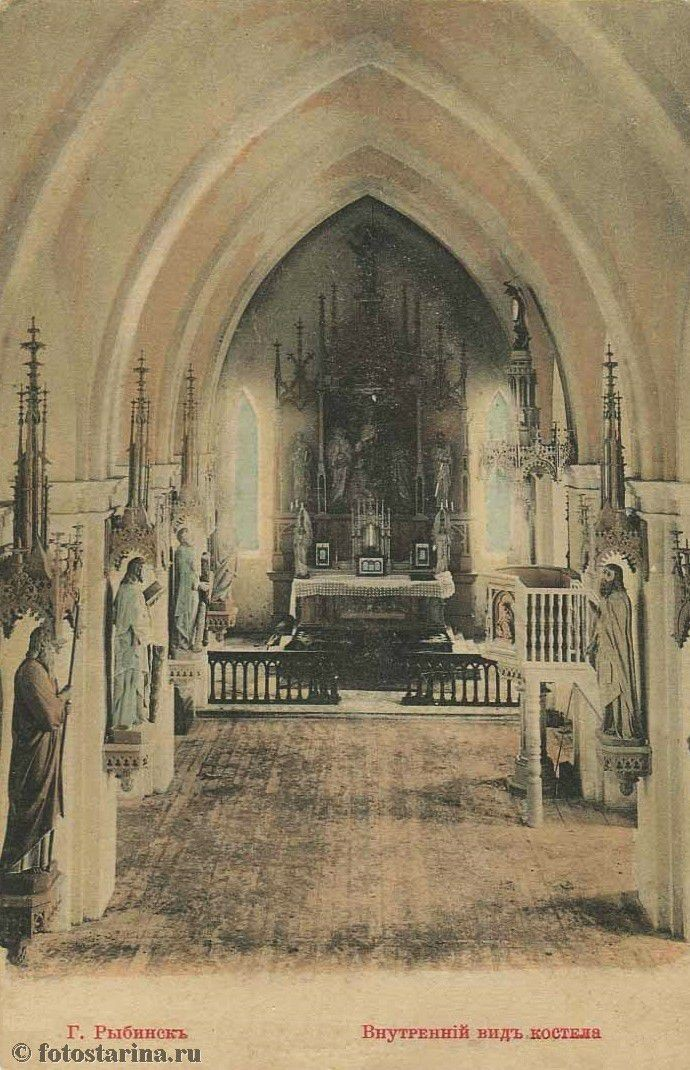
Алтарь. Открытка.
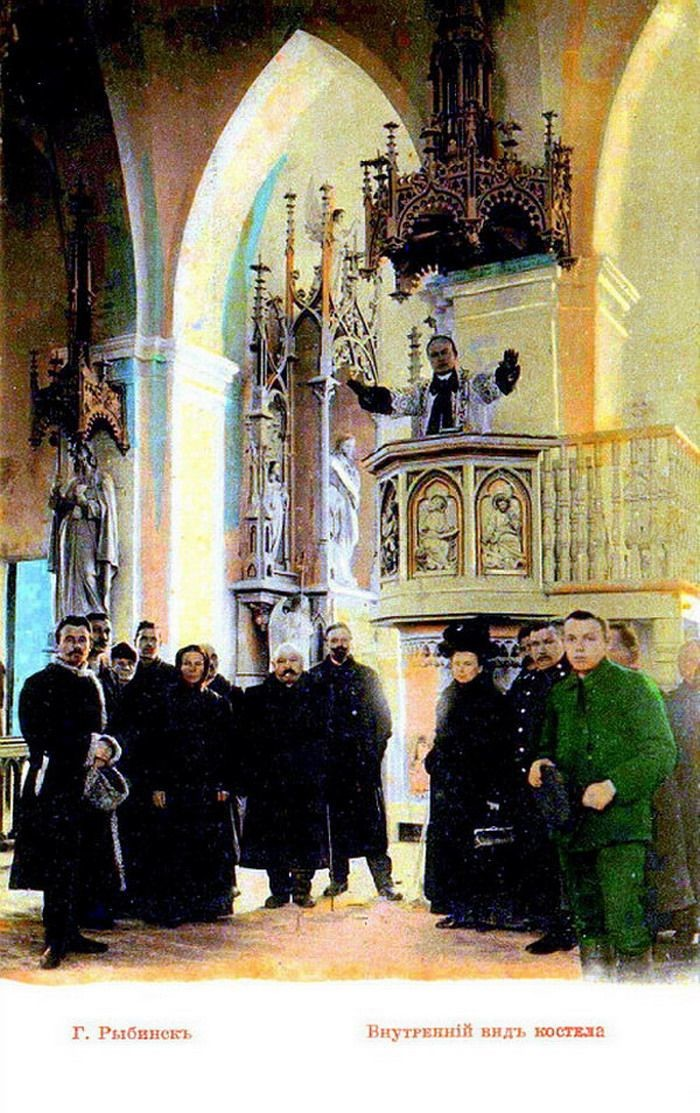
Интерьер костёла. Открытка.
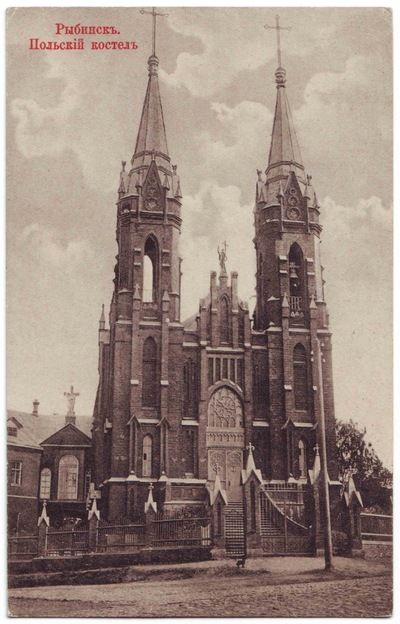
Общий вид костёла. Открытка.